# Concerto per pianoforte e orchestra in sol maggiore (Ravel)
Il Concerto per pianoforte in sol maggiore è una composizione di Maurice Ravel iniziata nel 1929 e terminata nel 1931. È contemporanea al Concerto per pianoforte per mano sinistra; le due composizioni hanno avuto la loro prima a soli due mesi di distanza.

## Storia
Il Concerto in sol maggiore è stato cominciato da Ravel subito dopo il suo viaggio negli Stati Uniti, viaggio che intraprese nel 1928. Era stato da poco diagnosticata al compositore una malattia cerebrale che di lì a dieci anni l'avrebbe portato alla morte. Tuttavia questo fu uno dei periodi più prolifici per il compositore basco, che nello stesso periodo aveva composto, oltre al succitato "Concerto per pianoforte per mano sinistra", il celebre "Bolero". In questo periodo il compositore stava studiando attentamente due brani molto dissimili tra loro: il Mozart del Quintetto per clarinetto e archi e Saint-Saens. La commissione invece non fu del tutto europea. Fu Serge Koussevitzky a commissionarla per il cinquantesimo anniversario della Boston Symphony Orchestra (per il quale aveva già commissionato anche il Konzertmusik per orchestra d'archi e ottoni di Paul Hindemith, la Sinfonia di Salmi di Igor' Fëdorovič Stravinskij e la Prima sinfonia di Arthur Honegger).

## Stile
Non si distacca molto dalla sua precedente produzione in quanto a colori e a disegno musicale, è invece agli antipodi del Concerto per la mano sinistra: quest'ultimo improntato alla drammaticità e al cupo tormento artistico, il primo invece felice, allegro, e, sebbene attraversato da quella vena malinconica che caratterizza il secondo movimento, in generale fresco e spumeggiante. L'orchestrazione leggera e raffinata, definita dalla scelta del minor numero di strumenti scelti però in tutte le famiglie musicali (4 ottoni, diversi tipi di legni, pochi archi e molte percussioni) pongono questo concerto da tutt'altra parte rispetto al Concerto per la mano sinistra.
L'armonia è sì raveliana così come l'orchestrazione, ma gli influssi di altre musiche, oltre che dell'impressionismo e della tradizione concertistica per orchestra, si sentono ben presenti: c'è anche un po' del jazz che Ravel conosceva da molto tempo ma solo con il viaggio negli Stati Uniti aveva toccato con mano (la cosiddetta "scala blues" è utilizzata ad esempio nel primo movimento); ci sono le melodie e i ritmi baschi.

### I movimenti
Il concerto si articola in tre movimenti:
1. Allegramente (sol maggiore)
2. Adagio assai (mi maggiore)
3. Presto (sol maggiore)

Il primo (che si apre con un colpo di frusta ironico) e l'ultimo movimento contengono dei vivaci spunti tratti da una progettata ma mai realizzata fantasia per pianoforte e orchestra intitolata "Zaspiak bat" ("Le sette province"). Giochi orchestrali fatti di cadenze jazzistiche, colpi di percussione (dai più animali come l'iniziale colpo di frusta ai rintocchi di triangolo) costituiscono il primo e l'ultimo movimento, in un contesto che qualcuno ha associato alla Rapsodia in blue e al Concerto in fa di George Gershwin, eseguiti appena 4 e 3 anni prima.
Il secondo movimento invece è un dolcissimo adagio, condotto quasi esclusivamente dal pianoforte: i pochi interventi orchestrali sono affidati alle armonie degli archi e ai giochi di luce di 5 legni (flauto, oboe, corno inglese, clarinetto e fagotto) in un'alternanza musicale post-impressionista e pienamente novecentesca. Gli ottoni hanno solo una o due note e sono completamente assenti le percussioni.

## Strumenti dell'accompagnamento orchestrale
- legni: 2 flauti (2° anche ottavino), 2 oboi (2° anche corno inglese), clarinetto piccolo in mi♭, clarinetto in la e si♭, 2 fagotti;
- ottoni: 2 corni in fa, tromba in do, trombone;
- percussioni: timpani, triangolo, tamburo, piatti, grancassa, woodblock, frusta;
- arpa e archi: 8 violini I, 8 violini II, 6 viole, 6 violoncelli, 4 contrabbassi a cinque corde.

## La prima esecuzione
La prima esecuzione ebbe luogo il 14 gennaio 1932 presso la Salle Pleyel di Parigi. Solista al pianoforte fu la dedicataria, Marguerite Long, accompagnata dall'Orchestre Lamoureux diretta da Ravel. Dopo questa prima esecuzione il concerto riscosse tale successo da essere portato in giro per tutta l'Europa.

## Discografia
- Marguerite Long e l'Orchestra dei concerti Lamoureux - dir. Maurice Ravel - Columbia 1932
- Arturo Benedetti Michelangeli e la Philharmonia Orchestra - dir. Ettore Gracis - EMI 1958
- Martha Argerich e i Berliner Philharmoniker - dir. Claudio Abbado - Deutsche Grammophon 1967
- Samson François e l'Orchestre de la Société des Concerts du Conservatoire - dir. André Cluytens - EMI 1959
- Julius Katchen e la London Symphony Orchestra - dir. István Kertész - Decca 1965
- Werner Haas e l'Orchestre National de l'Opéra de Monte Carlo - dir. Alceo Galliera - Philips 1968
- Krystian Zimerman e l'Orchestra di Cleveland - dir. Pierre Boulez - Deutsche Grammophon 1994
- Zoltán Kocsis e la Budapest Festival Orchestra - dir. Iván Fischer - Philips 1995
- Stefano Bollani e la Gewandhausorchester Leipzig - dir. Riccardo Chailly - Decca 2012